# 碘价
碘价或称碘值是指每100克样品所消耗的碘单质质量（单位为克）。碘价常被用来测定脂肪酸中不饱和度。脂肪酸中的不饱和度多以C=C的形式存在，C=C会与碘发生加成反应。因此，碘价越高，对应的样品中C=C含量越高。由下表可知，椰子油十分饱和，因此椰子油十分适合制造肥皂，同时，亚麻籽油不饱和度很高，因此适用于調制油画颜料。

## 碘价表
| Fat              | Iodine number |
| ---------------- | ------------- |
| 桐油             | 163 – 173     |
| 鱈魚肝油         | 145 – 180     |
| 葡萄籽油         | 124 – 143     |
| 棕榈油（未分提） | 44 – 51       |
| 橄榄油           | 80 – 88       |
| 蓖麻油           | 82 – 90       |
| 椰子油           | 7 – 10        |
| 棕榈仁油         | 16 – 19       |
| 可可脂           | 35 – 40       |
| 荷荷芭油         | 80 – 82       |
| 棉籽油           | 100 – 117     |
| 玉米油           | 109 – 133     |
| 麦芽油           | 115 – 134     |
| 葵花油           | 119 – 144     |
| 亚麻仁油         | 136 – 178     |
| 大豆油           | 120 – 136     |
| 米糠油           | 95 – 108      |
| 花生油           | 84 – 105      |
| 豬油             | 60 – 75       |
| 奶油             | 27 – 45       |

## 测定方法
典型的测定方法中，脂肪酸溶于冰醋酸中，用过量的一氯化碘或者一溴化碘处理。反应完全后，向剩余的一氯化碘或者一溴化碘中加入足量的碘化钾，将卤化碘中的碘转化为碘单质，之后用碘量法滴定测定碘单质的量，即可间接计算出脂肪酸的碘价。
一氯化碘可以对C=C双键进行亲电加成：
{\displaystyle {\rm {\ RCH\!=\!CHR'+ICl\rightarrow RCH(I)\!-\!CH(Cl)R'}}}

## 食用油脂判讀與應用

### 氫化程度的控制
氫化技術為將氫分子與不飽和脂肪分子中的C=C雙鍵發生加成反應而將其提高飽和程度，由於飽和程度會影響油脂性狀與特性，依據需求條件設定氫化反應終止時機相當重要，碘價則為氫化反應的品質管控指標之一，例如被用於監控百香果籽油在不同催化條件下的氫化程度。

### 油脂特性的辨別
可根據碘價的高低可粗分為三類：
1. 乾性油 (drying oil)：碘價>130，含有大量的亞麻油酸、次亞麻油酸的油脂，其暴露在空氣中容易與氧氣作用發生固化現象，如亞麻仁油、紅花籽油及葵花油等油脂，除了食品產業應用外尚可用於油漆或塗料工業使用[6]。
2. 半乾性油 (semi-drying oil)：碘價介於100-130，半乾性油的性質介於乾性與不乾性油之間，相較於乾性油，其與空氣接觸後的固化程度較不顯著，如玉米油、黃豆油、菜籽油、米糠油、棉籽油及芝麻油等油脂。
3. 不乾性油 (non-drying oil)：碘價<100，在空氣中較不易固化，如橄欖油、棕櫚油、花生油[7]。

### 油脂分提物的區分
為了提供油脂在食品產業上的應用，通常將動植物油脂利用分提技術進行油脂改性，分提產物的區分可依據碘價的高低命名，碘價高者稱軟質，碘價低者稱硬質，如常用於分提處理的棕櫚油，其未分提處理前的原始碘價為 50-54，經分提後分別依碘價區分為軟質棕櫚油(碘價55-61)及硬質棕櫚油(碘價27-45)等，其他經分提油脂亦適用於此命名邏輯。